# Mercury Comet

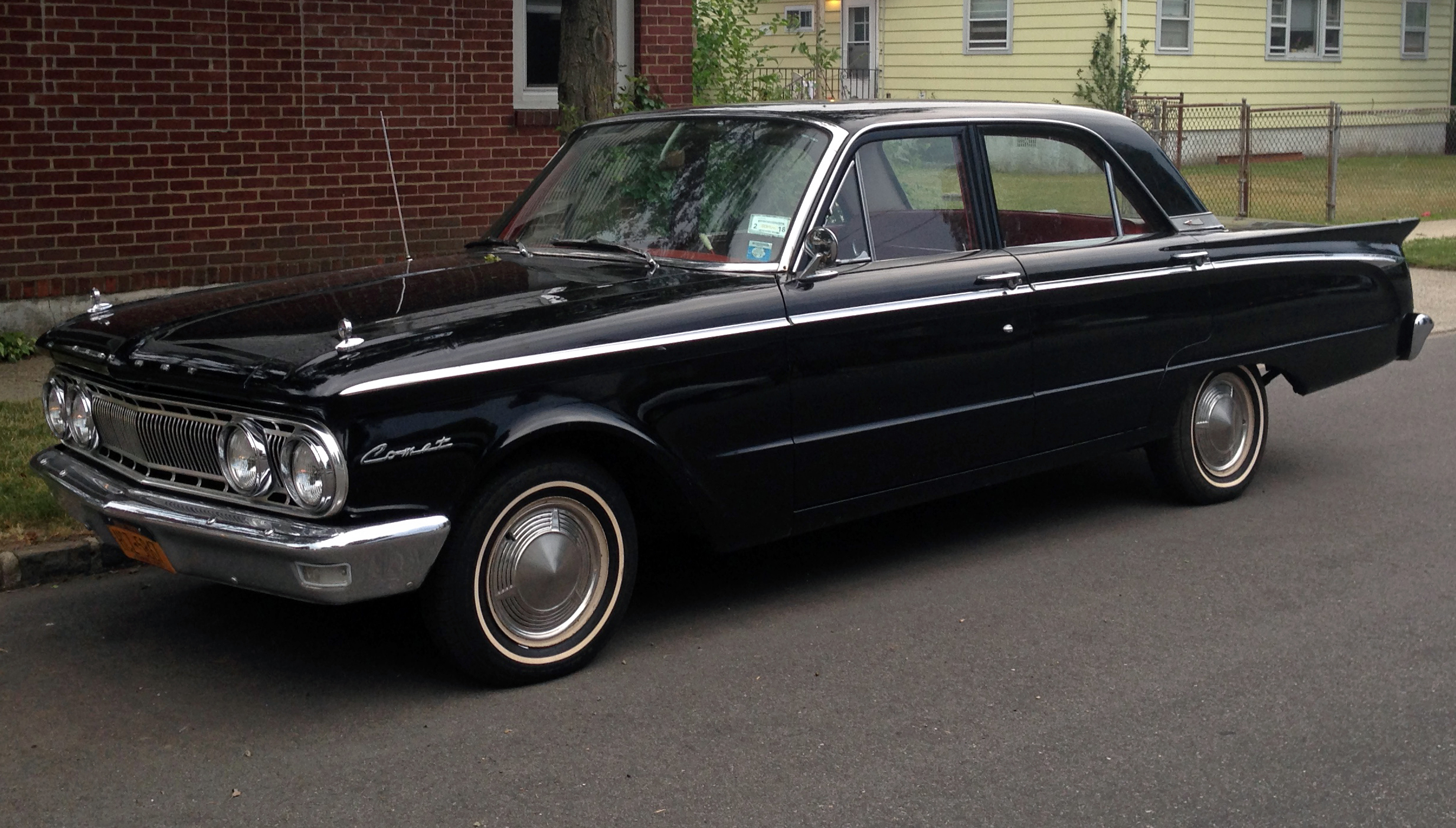
Mercury Comet

O Mercury Comet foi um automóvel estadunidense produzido pela Mercury, uma divisão da Ford, entre 1960 e 1977.